# 鍾乳石

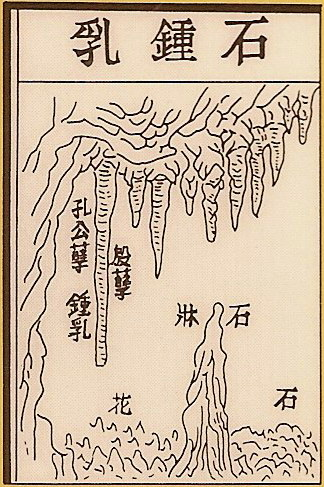
1596年の李時珍による『本草綱目』中の石鍾乳の図

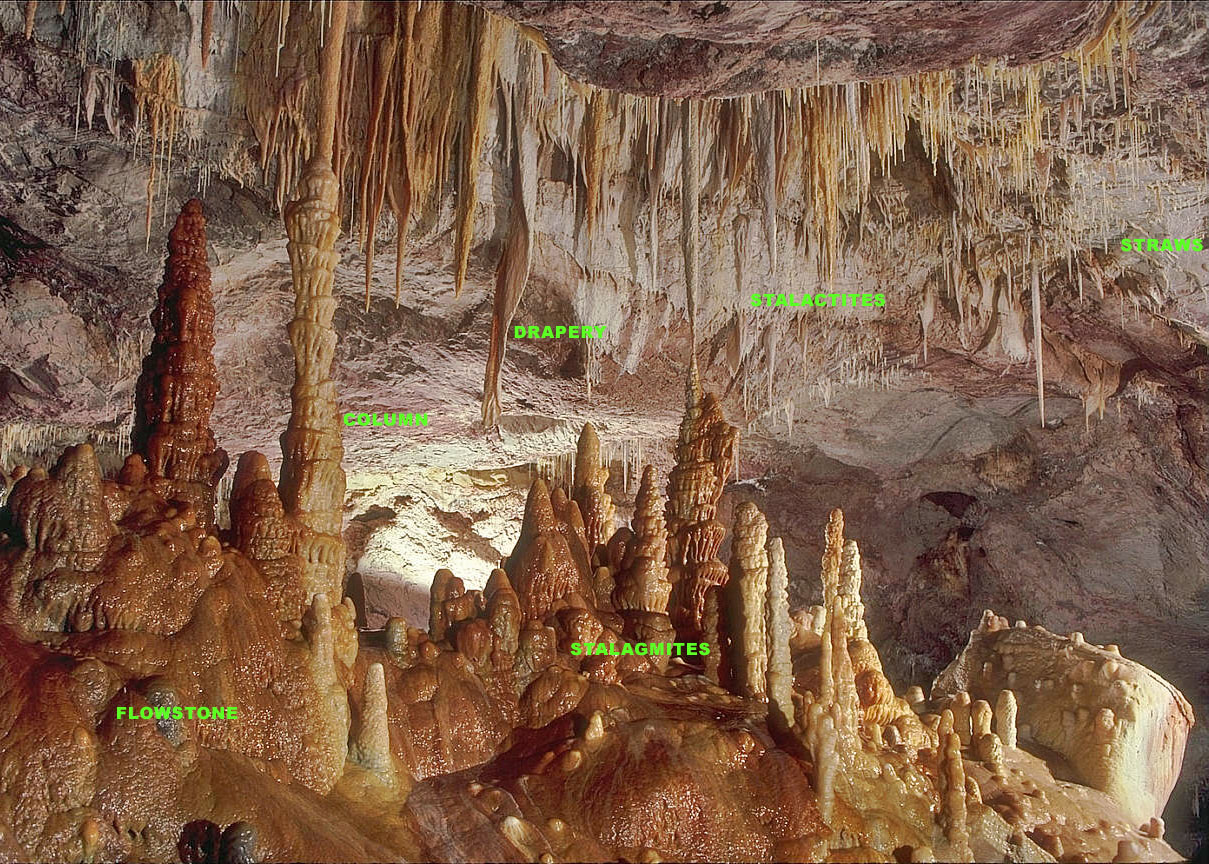
洞窟で形成される6種の洞窟生成物。

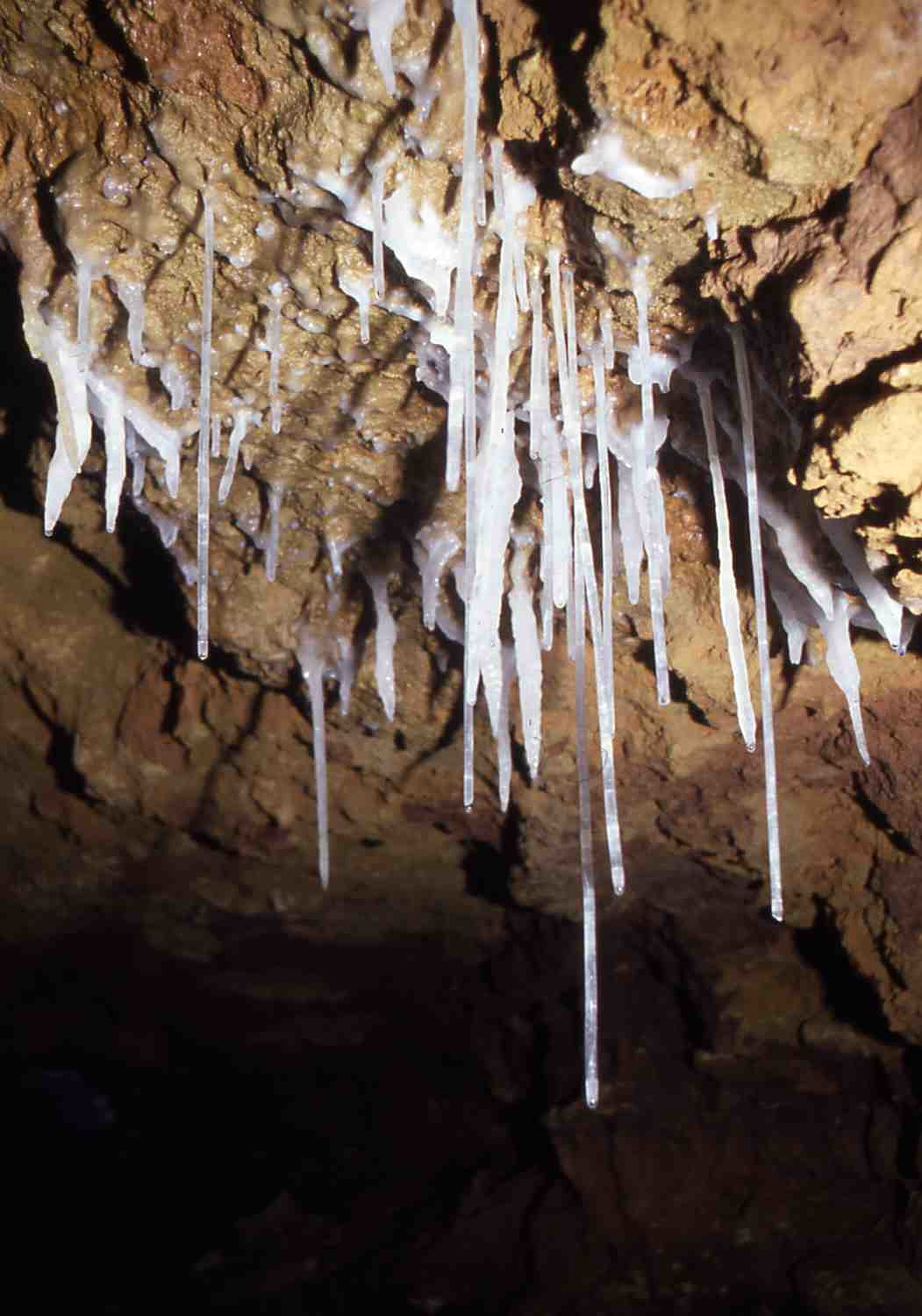
沖永良部島白蛇洞の鍾乳管

鍾乳石の生成のモデル

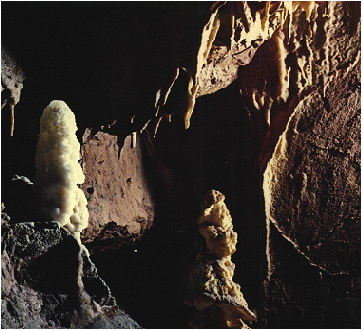
秋吉台蛇ヶ穴のほぼ純粋な方解石からなる石筍(左)と土壌由来の3価の鉄イオンを多く含む石筍(右)

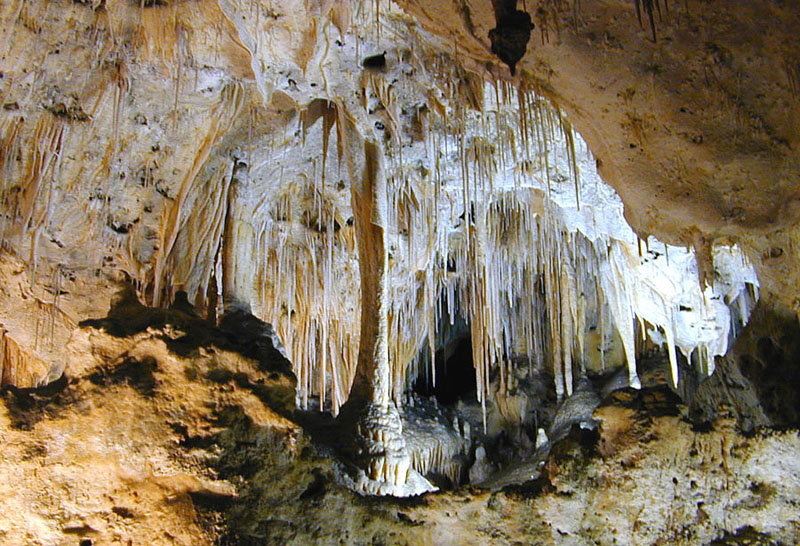
カールズバッド洞窟群国立公園(アメリカ合衆国)の石柱

鍾乳石（しょうにゅうせき、英: stalactite）は、洞窟内部に形成される堆積物。洞窟内の天井や壁・床に滲出する地下水、あるいは洞窟内を流れる地下水流中に溶存した鉱物分の晶出/沈殿によって二次的に形成される化学沈殿物の総称である。この意味での鍾乳石は二次生成物（にじせいせいぶつ、secondary mineral deposit）および洞窟生成物（どうくつせいせいぶつ、speleothem, cave formation）と同義である。洞窟石灰生成物、洞窟二次生成物、あるいは洞窟装飾物とも呼ばれる（洞窟は省略されることも多い）。
洞窟の壁や天井からつらら状に垂れ下がるつらら石（氷柱石、stalactite）を指すこともあるが、学術的には区別すべきとされている。
特別な例として、熔岩洞にみられる熔岩鍾乳や珪酸鍾乳も洞窟生成物の一つであるが、熔岩鍾乳は地下水中から晶出したものではなく、熔岩が固まったもので二次的な成長はしないので、厳密な意味では鍾乳石ではない。しかし珪酸鍾乳は成長するという意味で鍾乳石である。

## 語源
鍾乳石という語は、3世紀の後漢末の本草書『神農本草経』中巻玉石部中品に「石鍾乳 味甘温 主治咳逆上氣 明目益精 安五臟 通百節 利九竅 下乳汁 生山谷」とあり、また、正倉院所蔵の奈良時代の石薬中に鍾乳床がある。
日本語の鍾乳石に相当する英語のstalactiteは、ギリシャ語で「滴る」を意味するstalasso (σταλάσσω）という語に由来する。また、英語のdripstone（点滴石、滴下石、水滴石、滴石）は、stalactiteだけでなく、stalagmite（石筍）や他の類似物をも含むより広義な用語である。

## 化学 (鉱物) 組成
多くの洞窟生成物は石灰洞 (鍾乳洞)内で見られ、その化学組成はおもに炭酸カルシウム CaCO3 (鉱物名は方解石、岩石名は結晶質石灰岩) である。
少数ではあるが生成条件によっては同じ化学組成を有する霰石や、石膏 CaSO4･2H2O、水酸燐灰石 Ca5(PO4)3(OH)、褐鉄鉱 FeO(OH)･nH2O、珪酸 Si(OH)4、 氷 H2O、粘土、珪藻などからなる例もある。
特異な例として、金属鉱床にともなう洞窟や坑道内、熔岩中の空隙などには、針鉄鉱 FeO(OH)、孔雀石 Cu2CO3(OH)2、胆礬 (たんばん) CuSO4･5H2O、岩塩 NaCl、メノウ SiO2、蛋白石 SiO2･nH2O、石英 SiO2などの例が見られることがある。

## 生成過程
洞窟生成物をつくる鉱物には上記したもの以外にも多くの種類があり、これらを洞窟鉱物と総称する。これまでに世界各地で約260種が確認されている。大多数の鉱物は、水の蒸発や水温の低下等によって溶存成分が過飽和に達し、結晶が析出するために生成する。しかし量的に大半を占める炭酸カルシウムからなる石灰洞内の洞窟生成物が過飽和に至る生成過程は、それとは違って以下のとおりである。
雨水は土壌中の高い二酸化炭素分圧 (空気中の数倍から数十倍) によって大量の二酸化炭素を得、弱酸性へと変わり、石灰岩の割れ目に沿って浸透する過程で石灰岩 (主成分は炭酸カルシウム) を溶解する。この地下水が洞窟内に滲出したり、地下水流をつくって流れ込むと、水中にとけ込んでいた二酸化炭素が洞内気の方へ逸散する。洞内気の二酸化炭素分圧は、煙突効果による洞内気流の存在によって、外気よりも若干高い程度に過ぎないためである。
二酸化炭素の含有量が少なくなった水は炭酸カルシウムの溶解能を著しく減少させる。結果的に過飽和となり、余剰分が方解石として晶出を始め、洞窟生成物が生じる。二酸化炭素の逸散は水滴や薄膜状の水の場合により効果的に進行し、局部的な流速増大による圧力減少や撹拌/飛沫化が大きく作用する。また洞口部では外気の影響による水の蒸発、水温の増大がこれを加速する。
- 洞内気の二酸化炭素分圧は、夏季よりも冬季において低くなる (煙突効果によって表層の二酸化炭素分圧が高い土壌空気を引き込まない) ために、洞窟生成物の成長は冬季に進むという考え方がある[疑問点 – ノート][13]。

- 沖縄県の玉泉洞にある名所「黄金の盃」の巨大な畦石 (リムストーン) は水温の高い本流と低い支流との合流点に形成されており、水温上昇が生成要因と考えられている[14]。

方解石晶出の過程で、水に含まれていた鉄イオンや土壌粒子等が取り込まれ、洞窟生成物は一般に淡茶色系の色彩を呈するが、これらの不純物がない場合には白色や透明感を有するものが生じる。

## 分類
外観を示す名称には、次のようなものがある。鍾乳石 (つらら石)、石筍、石柱 (石灰華柱、石灰石柱)、畦石 (輪縁石)、石灰華段、流華石 (流れ石)、石幕 (石灰幕)、鍾乳管、洞窟サンゴ、曲がり石、石花、洞窟真珠など

### 滴下する水で形成される鍾乳石
鍾乳管(Soda-straw、Macaroni)
石灰岩洞窟で水滴が落下した後に方解石結晶の輪を残しながら下方（重力方向）に次々と成長して中空の管となったもの。
鍾乳石の誕生は、炭酸カルシウムで飽和した一滴の雫から始まる。水滴がしたたりおちるとき、まず方解石の微小な晶出/沈殿が水滴の円周に沿ってリング状に天井面にできる。後から垂れてくる水滴は前のリングの先に新たなリングを次々に沈着させ、次第にそれが伸びていく。こうしてリングから細い（0.5~0.6mm）管状のものに成長し、鍾乳管（ソーダストローあるいは単にストロー）と呼ばれる中空状の細長い鍾乳石が生まれる。
つらら石(Stalactite)
洞窟の天井部などから垂れ下がっている鍾乳管が同心状に成長して氷の「つらら」のようになったもの。
鍾乳管の内部の穴が方解石の成長によってふさがれてしまったり、水量が増えてくると、水は外側を流れ始め、より沢山の方解石を沈積させるようになり、一般的なつらら状の鍾乳石の成長へと変わる。鍾乳管は長く成長することがあるが、とても脆い。1m以上の長さをもつものが稀にみられる。鍾乳管がよく発達しているのは、いわゆる密閉型の空間が大半である。
不純物や土壌由来の鉄イオンの多少によって色合いが変化し、白色〜黄土色〜茶色を呈するものが一般的である。金属鉱床を伴う地帯では、方解石ではない鉄や銅などを含む別鉱物種のものができることがあり、赤褐色や黒色、緑色、青色、水色を呈することがあるが、産出は稀である。
石筍(Stalagmite)
洞窟の洞床面からタケノコ（筍）状に上に向かって成長する鍾乳石。
石柱(Column)
洞窟の天井部のつらら石とその洞床面にあった石筍が互いに成長し連結することで柱状になった鍾乳石。石灰華柱、石灰石柱ともいう。
ドラペリー(Drapery)
洞窟の天井部・壁面を水滴が直線～曲線状に流れ薄いカーテン状に成長した鍾乳石。

### 流水で形成される鍾乳石
流れ石(Flowstone)
洞窟の壁面・床面などをフィルム状に流れる水で形成されるシート状の鍾乳石。
流礫棚(Clastic canopy)
洞窟内に流入した砂礫が堆積した後に、その表面に流れ石が形成され、さらに未固結の砂礫層の下部のみが洗い流されて表層のみが板状に残された鍾乳石。

### 停滞した水域に形成される鍾乳石
畦石(Rimstone)
洞底に形成された水溜まり（プール）から水が溢流する部分に方解石が沈着して堤防のように形成される鍾乳石。
棚状石(Shelfstone)
洞底に形成された水溜まり（プール）の表面に薄く形成される鍾乳石でプールの表面を閉ざしてしまうこともある。
洞窟真珠(Cave pearl)
洞窟の停滞した水域にみられる真珠に似た球体の鍾乳石。

### 浸出水で形成される鍾乳石
曲り石(Helictite)
浸み出した水が曲りくねった状態で成長する鍾乳石。
石楯(Shield)
洞床などの割れ目から毛管現象で浸み出す水により2枚の平行な楕円～円状の平板に成長する鍾乳石。
中空球状鍾乳石(Blister)
洞窟の天井部・壁面・鍾乳石の表面にみられる中空の鍾乳石。
ボックスワーク(Boxwork)
洞窟の天井部などに形成される底のない箱状の鍾乳石。
石花(Anthodite)
細い針状結晶が放射状に集合し花状に形成される鍾乳石。

### 熱水で形成される鍾乳石
巨大結晶(Giant crystal)
熱水により坑道内に形成される鍾乳石。

### 生物の関与で形成される鍾乳石
珪藻鍾乳石(Diatom speleothem)
地表から流入した珪藻類が群体に成長して形成される鍾乳石。
ムーンミルク(Moonmilk)
方解石・苦灰石・水苦土石・マグネサイトなどの鉱物にバクテリア・菌類・藻類が関与して形成される鍾乳石。
樹根管(Rootsicle)
地表の樹木の根が洞窟内に達し、その根の表面に形成される鍾乳管のような外観を示す鍾乳石。
樹根石筍(Root stalagmite)
洞窟付近の樹木の根が洞窟内に達し、その根が石筍のように伸びて形成される鍾乳石。

### その他の作用で形成される鍾乳石
バーミキュレーション(Vermiculation)
水没した洞窟などにみられる泥・粘土・方解石などから構成される軟らかい鍾乳石。
溶岩鍾乳(Lava speleothem)
溶岩洞窟が形成された直後に酸素を含む空気が流入し洞窟内壁の溶岩が再溶融して形成された鍾乳石。

### 沈積形態を示す名称
- トラバーチン: 層状を呈する緻密、あるいは多孔質な石灰質化学沈殿岩。上記の形態分類による多くのものを包括する。炭酸性の熱水泉や温水泉など、洞窟外の環境で多く生じている。
- ケイブ オニックス: 洞窟成の弱い透明感のある緻密な縞状トラバーチン。オニックス マーブルとも。装飾石材に用いられることがある。
- トゥファ: 化学沈殿に加えて生物による光合成が作用して形成される多孔質かつ軟質の石灰質堆積物。
- ムーンミルク (洞窟生成物)（英語版）: 微粒の複数種炭酸塩鉱物のクリーム状集合体。コウモリの糞を栄養とするバクテリアなどの微生物が石灰の結晶化を妨げるのが生成の理由と考えられている[16][17][18][15]。

## 世界記録
最長の鍾乳石は、ブラジルのミナス・ジェライス州セテ・ラゴアス（ポルトガル語: Sete Lagoas）の グルータ・レイ・ド・マト洞（ポルトガル語: Gruta Rei do Mato）（ポルトガル語で「森の王の洞窟」の意）内のSalão das Raridades（ポルトガル語で「珍奇の部屋」の意）にあるもので、2本の石柱が並んで立っており、いずれもほぼ直径が25cm、高さが12mある。

## コンクリート構造物にできる鍾乳石

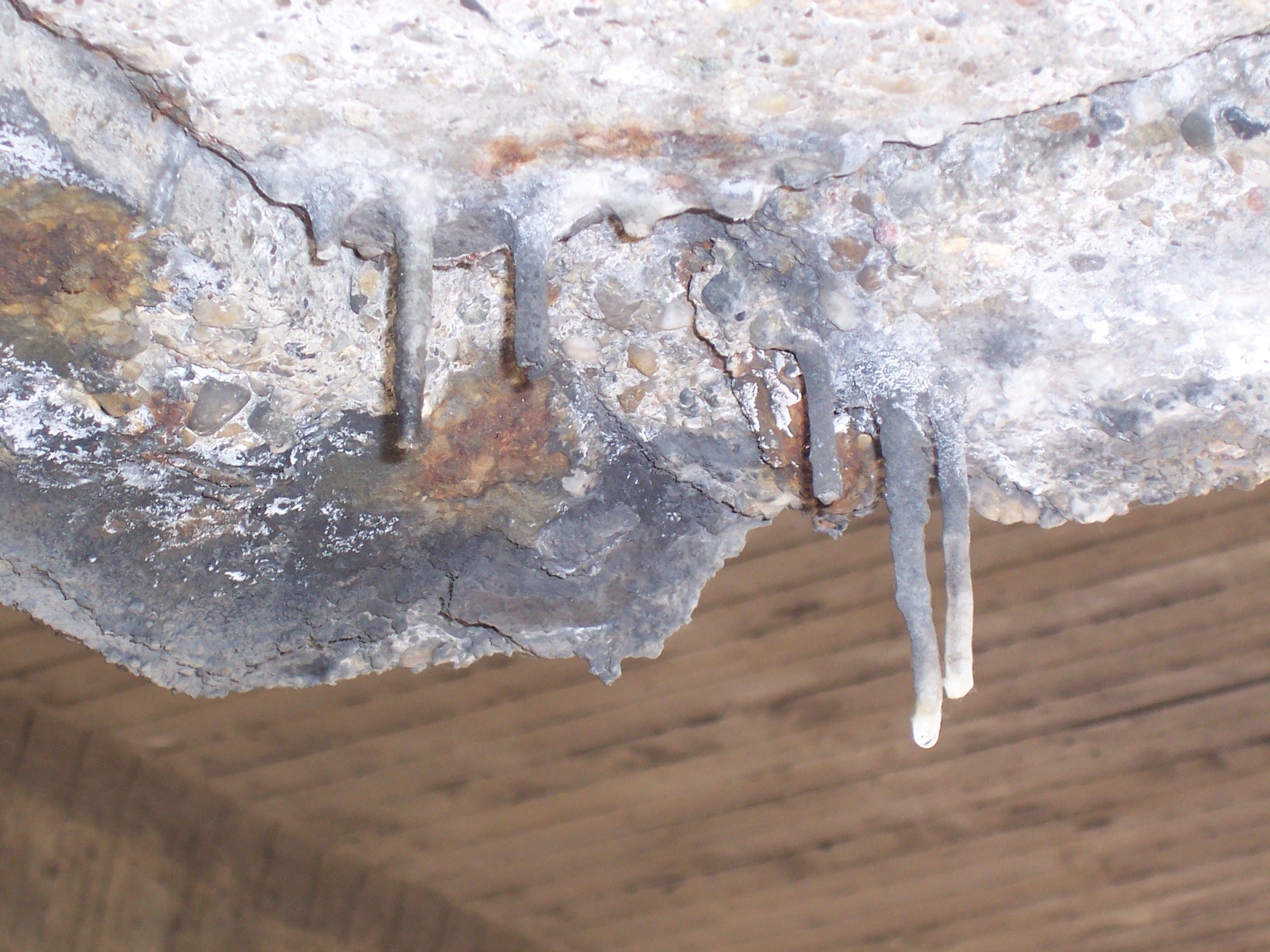
コンクリート構造物にできた鍾乳石

鍾乳石と石筍は、コンクリート構造物の天井や床面にも形づくられる。これは、コンクリート中のセメントが石灰分を含むために起こるもので、白華現象（エフロレッセンス）の一種である。その形成スピードは天然の洞窟環境で作られるよりもコンクリート構造物で作られる方がずっと速い。スロベニアのポストイナ鍾乳洞で、1925年に洞窟内に作られたコンクリート製の橋にできた鍾乳管は1956年には約46cmに伸びた。しかし、同じ期間に石灰岩中のトンネルにできたものは1.3cmに満たなかった。別に、石灰洞の鍾乳管の成長速度について2.5~6mm/年、コンクリート鍾乳管で最大20cm/年、また後者の成因は二酸化炭素の逸散ではなく、中和反応によるとの研究もある。

## 覚え歌
英単語では、天井から垂れるつらら石を"stalaCTite"、床面から伸びてくる石筍を"stalaGMite"とよび、なかなか覚えづらい。そこで、いくつか、こうした違いを覚えるための数え歌、戯れ歌のようなものがある。

原文：
| 「 | - StalaCtite has a c for ceiling. - StalaGmite has a g for ground. - Stalactite is stretched tite (tight) by hanging from the ceiling. - Stalactites have to hang on tight to the ceiling. - Stalagmites might reach the ceiling. - Stalagmite pushes up with all its mite (might) from the floor. - "When the mites go up, the tites (tights) come down". | 」 |

和訳：
| 「 | - つらら石（StalaCtite）には天井 ceiling の c がある。 - 石筍（StalaGmite）には地面 ground の g がある。 - つらら石（Stalactite）は天井にぶら下がってぴんとしている。 - つらら石（Stalactites）はぴんっと天井からぶら下がるもんだ。 - 石筍（Stalagmites）は天井まで届くかもね 。 - 石筍（Stalagmite）は力いっぱい床から突き上げる。 - （石筍の）mitesが伸びると（鍾乳石の）titesが下がってくる。【ちっちゃな虫（mites）がでてくるとパンスト（tights）がずり落ちる（sexual reference???）】 | 」 |